# مادرا (کالیفرنیا)
مادرا  (به انگلیسی: Madera) شهری در شهرستان مادرا ایالت کالیفرنیا است که در سرشماری سال ۲۰۱۰ میلادی، ۶۱۴۱۶ نفر جمعیت داشته است.